# Dolina straha
Dolina straha je epizoda serijala Mali rendžer (Kit Teler) obјavljena u Lunov magnus stripu br. 198. Epizoda je premijerno u bivšoj Jugoslaviji objavljena u maju 1976. godine. Koštala je 8 dinara (0,44 $; 1,1 DEM). Imala je 138 strana. Izdavač јe bio Dnevnik iz Novog Sada. Ovo je 1. deo duže epizode, koja se nastavila u narednoj svesci pod nazivom Četvoro smelih (LMS199). Naslovna stranica je reprodukcija Donatelijeve naslovnice za neku drugu epizodu epizodu. Autor nije poznat.

## Originalna epizoda
Epizoda je premijerno objavljena u Italiji u svesci #79. pod nazivom La gloriosa impresa (Slavni poduhvat), koja u izdanju Sergio Bonnelli Editore u junu 1970. godine.  Koštala јe 200 lira (0,32 $; 1,27 DEM). Epizodu je nacrtao Franco Bignotti, a scenario napisao Andrea Lavezzolo.

## Kratak sadržaj
Norma Šerer dolazi sa Istoka u varoš na divljem zapadu nakon što je od rođaka Kumbarova nasledila komad zemlje i ranč u tzv. Dolini straha. Nakon što je kupila stoku i hranu, kreće ka imanju. Ceo gradić joj se podsmeva, ali niko ne želi da joj otvoreno kaže u čemu je problem. Ukoro saznaje da je na ranču tokom leta nepodnošljiva vrućina i da stoka umire od vrućine. U celom kraju zemlja je neplodna čim dođe leto.
Noću se čuju zastrašujuči šapati usled kojih Norma ne može da spava. Norma vremenom gubi živce jer shvata da neće moći da preživi. (Kasnije se ispostavlja da "šapati" dolaze od podzemnih voda koje prolaze ispod Norminog ranča.) Gradski šerif i lokalni tajkun Meson nudi joj manju sumu novca da otkupi njeno imanje. Kada Kit i Frenki slučajno naiđu na njen ranč, ona puca na njih plašeći se da su razbojnici, ali Kit ipak prilazi kući i upoznaje se s Normom. Pošto se zainteresovao za Norminu sudbinu, Kit otkriva da ispod Norminon placa teče podzemna reka. Koji dan kasnije maskirani kauboji pokušavaju da oteraju Normu s placa i ubijaju njenog prvog komšiju Mek Dula tako što mu spaljuju kuću. Kasnije pokušavaju da oteraju i Normu. Kitu je sada jasno da je ova zemlja veoma plodna, ali neko najpre želi da sa nje otera sve stanovnike da bi mogao sam da je koristi. Sumnja pada na Mesona.

## Analiza nelogičnosti u epizodi
Sa scenarijske strane, epizodi se zamera niz nelogičnosti. Teško je zamisliti da će žena poloviom 19. veka u svojim četrdesetim godinama napustiti život na istoku Amerike i preseliti se na Divlji Zapad i potpuno samostalno zapčeti novi život. Drugo, uvođenje novog lika Alena Gregsona potkraj ove sveske se čini suvišnim. Desetak stranica je potrošeno na Gregsonovu životnu priču koja nije povezana sa temom epizode da bi se na posletku saznalo da je on nasledio imanje Mek Dula. Epizodu karakteriše i obilje faktičkih nelogičnosti, koje otežava čitanje i praćenje radnje.

## Reprize
U Italiji je ova epizoda reprizirana u okviru #40 edicije Edizioni If koja je izašla 14. septembra 2015. U Hrvatskoj je ova sveska objavljena 8. oktobra 2020. pod nazivom Slavni pothvat. Cena je bila 39,9 kuna, a u Srbiji se prodavala za 450 dinara (3,8 €). U Srbiji do sada epizode Kita Telera nisu reprizirane.

## Prethodna i naredna sveska Malog rendžera u LMS
Prethodna epzioda Malog rendžera nosi naziv Spasonosna vatra (LMS195), a naredna Četvoro smelih (LMS199).

## Galerija
- Mali rendžer #40 Slavni pothvat u kojoj je reprizirana ova epzioda u izdanju Ludensa 2020. Autor naslovnice: Massimo Rotundo, 2015.